# Hadrobregmus bicolor
Hadrobregmus bicolor is een keversoort uit de familie klopkevers (Anobiidae). De wetenschappelijke naam van de soort is voor het eerst geldig gepubliceerd in 1990 door Español.